# Meelad Air
Meelad Air fue una aerolínea chárter con base en Amán, Jordania.También se especializó en el alquiler de aviones a corto y largo plazo y vuelos chárter Hach y Umrah.  

## Flota histórica
La flota de Meelad Air incluyó las siguientes aeronaves:
| Aeronaves               | Total | Introducido | Retirado | Matrículas                    | Notas                                                          |
| ----------------------- | ----- | ----------- | -------- | ----------------------------- | -------------------------------------------------------------- |
| McDonnell Douglas MD-83 | 2     | 2006        | 2008     | SX-DMH (rrg. SX-BLL) y SX-DMM | Fueron operados para Royal Falcon y más tarde para Sky Express |